# Thelymitra megacalyptra
Thelymitra megacalyptra är en orkidéart som beskrevs av Robert Desmond David Fitzgerald. Thelymitra megacalyptra ingår i släktet Thelymitra och familjen orkidéer. Inga underarter finns listade i Catalogue of Life.